# Oyster Rocks
Les Oyster Rocks (rochers à huîtres) sont deux petites îles granitiques très proches d'une superficie totale d'environ 6 ha, au sud-est de l'Australie. 

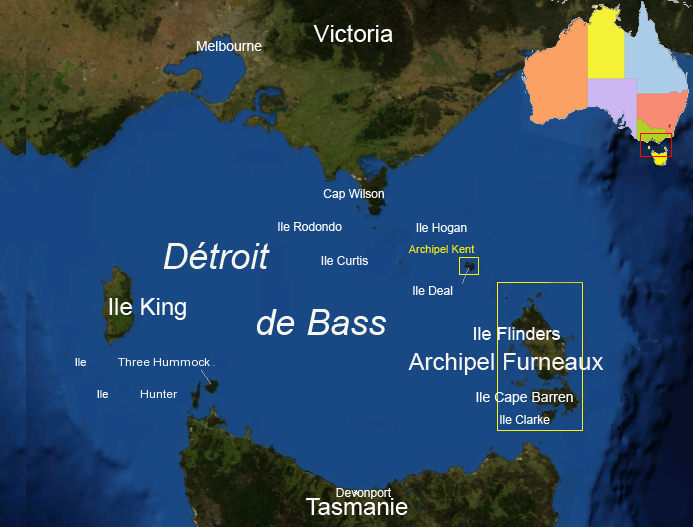
Détroit de Bass.

Elles font partie du sous-archipel de  Tin Kettle Island, en Tasmanie et sont situées à l'est du détroit de Bass, entre Flinders et Cape Barren Islands, dans l'archipel Furneaux. 
C'est une zone de conservation.
Les îles font partie de la Zone importante pour la conservation des oiseaux de Franklin Sound Islands (ZICO), (Franklin Sound Important Bird Area) (IBA), reconnue comme telle par BirdLife International parce qu'elle abrite plus de 1 % des populations mondiales pour six espèces d'oiseaux. 

## Faune

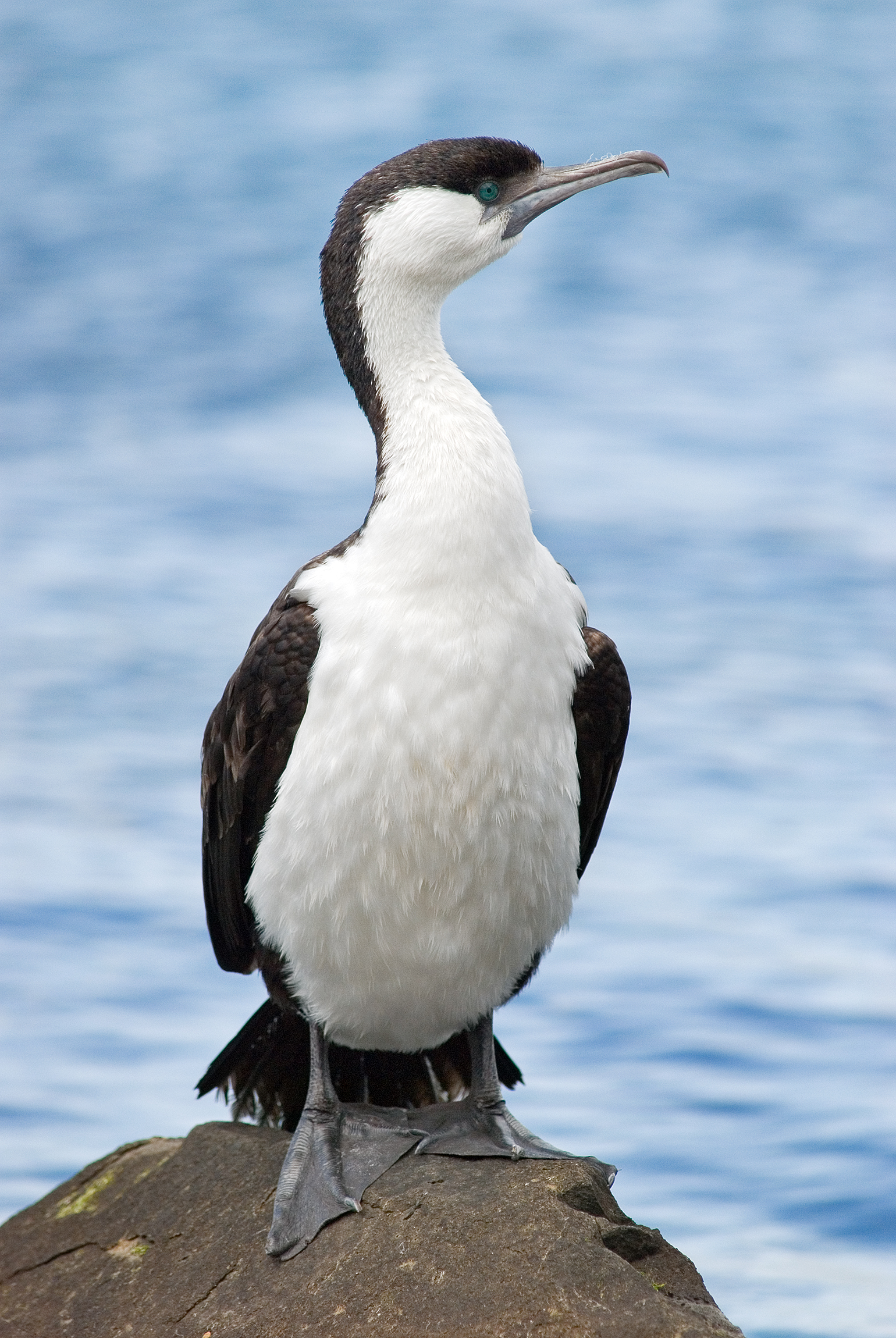
Le Cormoran de Tasmanie niche sur le plus petit des îlets, à l'est.

Les oiseaux marins et échassiers reconnus comme nicheurs sur l'île sont :
- Manchot pygmée (Little Penguin),
- Goéland austral (Pacific Gull),
- Mouette argentée (Silver Gull),
- Huîtrier fuligineux(Sooty Oystercatcher),
- Sterne caspienne (Caspian Tern),
- Puffin à bec grêle (Short-tailed Shearwater),
- Océanite frégate (White-faced Storm-Petrel),
- et Céréopse cendré (Cape Barren Goose).

Le Cormoran de Tasmanie niche sur le plus petit des îlets, à l'est. 
Niveoscincus metallicus, (Metallic Skink), est présent sur l'île.